# Fricky
Fricky, pseudonimo di Carl Erik Friman (Tegs församling, 9 marzo 1992), è un rapper svedese.

## Biografia
Fricky si è fatto conoscere col primo EP Aqua aura; arrivato nella top five della Sverigetopplistan, gli ha fruttato tre nomination agli annuali Grammis e ha prodotto il brano omonimo, certificato platino dalla IFPI Sverige.
Tre anni più tardi ha fatto ritorno sulle scene musicali con l'album in studio Fricktion, anch'essso classificatosi all'interno della top ten svedese. Horizon inn (2023), invece, è stato candidato per il Grammis all'album dell'anno e si è fermato al 27º posto della Sverigetopplistan.

## Discografia

### Album in studio
- 2021 – Fricktion
- 2023 – Horizon inn

### EP
- 2018 – Aqua aura

### Singoli
- 2016 – Kär Pt. 1
- 2017 – Hon få mig (feat. Academics)
- 2018 – Man (feat. Academics)
- 2018 – Kungsliften (con Cherrie)
- 2020 – Beemer/Axlar
- 2020 – Kär Pt. 2
- 2021 – Tanka tänka
- 2021 – Moonshine
- 2022 – Leave Yah
- 2023 – Nattbuss